# 2021–2022-es síugró-világkupa
A síugró-világkupa 2021–2022-es szezonja a 43. világkupa szezon a síugrás történetében. 2021. november 20-án veszi kezdetét Nyizsnyij Tagilban, és 2022. március 26-án ér véget a szlovéniai Planicán.

## Férfiak versenye
| Összes                                                                                   | Szezon        | Dátum              | Helyszín               | Sánc                               | Győztes                                             | Második                                             | Harmadik                                            | Összetettben vezető                                 |
| ---------------------------------------------------------------------------------------- | ------------- | ------------------ | ---------------------- | ---------------------------------- | --------------------------------------------------- | --------------------------------------------------- | --------------------------------------------------- | --------------------------------------------------- |
| 1028                                                                                     | 1             | 2021. november 20. | Nyizsnyij Tagil        | Tramplin Stork HS134               | Karl Geiger                                         | Kobajasi Rjójú                                      | Halvor Egner Granerud                               | Karl Geiger                                         |
| 1029                                                                                     | 2             | 2021. november 21. | Nyizsnyij Tagil        | Tramplin Stork HS134               | Halvor Egner Granerud                               | Karl Geiger                                         | Stefan Kraft                                        | Karl Geiger                                         |
| 1030                                                                                     | 3             | 2021. november 27. | Kuusamo                | Rukatunturi HS142                  | Kobajasi Rjójú                                      | Anže Lanišek                                        | Markus Eisenbichler                                 | Karl Geiger                                         |
| 1031                                                                                     | 4             | 2021. november 28. | Kuusamo                | Rukatunturi HS142                  | Anže Lanišek                                        | Karl Geiger                                         | Markus Eisenbichler                                 | Karl Geiger                                         |
| 1032                                                                                     | 5             | 2021. december 5.  | Wisła                  | Malinka HS134                      | Jan Hörl                                            | Marius Lindvik                                      | Stefan Kraft                                        | Karl Geiger                                         |
| 1033                                                                                     | 6             | 2021. december 11. | Klingenthal            | Vogtland Arena HS140               | Stefan Kraft                                        | Halvor Egner Granerud                               | Kamil Stoch                                         | Karl Geiger                                         |
| 1034                                                                                     | 7             | 2021. december 12. | Klingenthal            | Vogtland Arena HS140               | Kobajasi Rjójú                                      | Daniel-André Tande                                  | Marius Lindvik                                      | Karl Geiger                                         |
| 1035                                                                                     | 8             | 2021. december 18. | Engelberg              | Gross-Titlis-Schanze HS140         | Karl Geiger                                         | Kobajasi Rjójú                                      | Timi Zajc                                           | Karl Geiger                                         |
| 1036                                                                                     | 9             | 2021. december 19. | Engelberg              | Gross-Titlis-Schanze HS140         | Kobajasi Rjójú                                      | Karl Geiger                                         | Marius Lindvik                                      | Karl Geiger                                         |
| 2021–2022-es négysánc-verseny (Győztes: Kobajasi Rjójú)                                  |               |                    |                        |                                    |                                                     |                                                     |                                                     |                                                     |
| 1037                                                                                     | 10            | 2021. december 29. | Oberstdorf             | Shattenbergschanze HS137           | Kobajasi Rjójú                                      | Halvor Egner Granerud                               | Robert Johansson                                    | Karl Geiger                                         |
| 1038                                                                                     | 11            | 2022. január 1.    | Garmisch-Partenkirchen | Große Olympiaschanze HS140         | Kobajasi Rjójú                                      | Markus Eisenbichler                                 | Lovro Kos                                           | Kobajasi Rjójú                                      |
| 1039                                                                                     | 12            | 2022. január 4.    | Innsbruck              | Bergiselschanze HS130              | A versenyt az erős szél miatt törölték.             |                                                     |                                                     |                                                     |
| 1039                                                                                     | 12            | 2022. január 5.    | Bischofshofen          | Paul-Ausserleitner-Schanze HS140   | Kobajasi Rjójú                                      | Marius Lindvik                                      | Halvor Egner Granerud                               | Kobajasi Rjójú                                      |
| 1040                                                                                     | 13            | 2022. január 6.    | Bischofshofen          | Paul-Ausserleitner-Schanze HS140   | Daniel Huber                                        | Halvor Egner Granerud                               | Karl Geiger                                         | Kobajasi Rjójú                                      |
| 1041                                                                                     | 14            | 2022. január 8.    | Bischofshofen          | Paul-Ausserleitner-Schanze HS140   | Marius Lindvik                                      | Halvor Egner Granerud                               | Jan Hörl                                            | Kobajasi Rjójú                                      |
| 1042                                                                                     | 15            | 2022. január 16.   | Zakopane               | Wielka Krokiew HS140               | Marius Lindvik                                      | Karl Geiger                                         | Anže Lanišek                                        | Kobajasi Rjójú                                      |
| 1043                                                                                     | 16            | 2022. január 21.   | Szapporo               | Ōkurayama HS137                    | A versenyeket a koronavírus járvány miatt törölték. | A versenyeket a koronavírus járvány miatt törölték. | A versenyeket a koronavírus járvány miatt törölték. | A versenyeket a koronavírus járvány miatt törölték. |
| 1044                                                                                     | 17            | 2022. január 22.   | Szapporo               | Ōkurayama HS137                    |                                                     |                                                     |                                                     |                                                     |
| 1045                                                                                     | 18            | 2022. január 23.   | Szapporo               | Ōkurayama HS137                    |                                                     |                                                     |                                                     |                                                     |
| 1043                                                                                     | 16            | 2022. január 22.   | Titisee-Neustadt       | Hochfirstschanze HS142             | Karl Geiger                                         | Anže Lanišek                                        | Markus Eisenbichler                                 | Karl Geiger                                         |
| 1044                                                                                     | 17            | 2022. január 23.   | Titisee-Neustadt       | Hochfirstschanze HS142             | Karl Geiger                                         | Anže Lanišek                                        | Markus Eisenbichler                                 | Karl Geiger                                         |
| 1045                                                                                     | 18            | 2022. január 29.   | Willingen              | Mühlenkopfschanze HS147            | Kobajasi Rjójú                                      | Halvor Egner Granerud                               | Marius Lindvik                                      | Kobajasi Rjójú                                      |
| 1046                                                                                     | 19            | 2022. január 30.   | Willingen              | Mühlenkopfschanze HS147            | Marius Lindvik                                      | Karl Geiger                                         | Cene Prevc                                          | Karl Geiger                                         |
| 2022. évi téli olimpia (Győztesek: normálsánc: Kobajasi Rjójú, nagysánc: Marius Lindvik) |               |                    |                        |                                    |                                                     |                                                     |                                                     |                                                     |
| 1047                                                                                     | 20            | 2022. február 25.  | Lahti                  | Salpausselkä HS130                 | Stefan Kraft                                        | Halvor Egner Granerud                               | Piotr Żyła                                          | Karl Geiger                                         |
| 1048                                                                                     | 21            | 2022. február 27.  | Lahti                  | Salpausselkä HS130                 | Kobajasi Rjójú Halvor Egner Granerud                | –                                                   | Stefan Kraft                                        | Kobajasi Rjójú                                      |
| Raw Air (Győztes: Stefan Kraft)                                                          |               |                    |                        |                                    |                                                     |                                                     |                                                     |                                                     |
| Prológ                                                                                   | Prológ        | 2022. március 2.   | Lillehammer            | Lysgårdsbakken HS140               | Johann André Forfang                                | Stefan Kraft                                        | Manuel Fettner                                      | Kobajasi Rjójú                                      |
| 1049                                                                                     | 22            | 2022. március 3.   | Lillehammer            | Lysgårdsbakken HS140               | Stefan Kraft                                        | Kobajasi Rjójú                                      | Karl Geiger                                         | Kobajasi Rjójú                                      |
| Prológ                                                                                   | Prológ        | 2022. március 5.   | Oslo                   | Holmenkollbakken HS134             | Kamil Stoch                                         | Marius Lindvik                                      | Stefan Kraft Robert Johansson                       | Kobajasi Rjójú                                      |
| 1050                                                                                     | 23            | 2022. március 5.   | Oslo                   | Holmenkollbakken HS134             | Marius Lindvik                                      | Markus Eisenbichler                                 | Robert Johansson                                    | Kobajasi Rjójú                                      |
| Prológ                                                                                   | Prológ        | 2022. március 6.   | Oslo                   | Holmenkollbakken HS134             | Karl Geiger                                         | Stefan Kraft                                        | Clemens Aigner                                      | Kobajasi Rjójú                                      |
| 1051                                                                                     | 24            | 2022. március 6.   | Oslo                   | Holmenkollbakken HS134             | Daniel-André Tande                                  | Anže Lanišek                                        | Stefan Kraft                                        | Kobajasi Rjójú                                      |
| 2022-es sírepülő-világbajnokság (Győztesek: egyéni: Marius Lindvik, csapat: Szlovénia)   |               |                    |                        |                                    |                                                     |                                                     |                                                     |                                                     |
| 1052                                                                                     | 25            | 2022. március 19.  | Oberstdorf             | Heini-Klopfer-Skiflugschanze HS235 | Stefan Kraft                                        | Žiga Jelar                                          | Timi Zajc                                           | Kobajasi Rjójú                                      |
| 1053                                                                                     | 26            | 2022. március 20.  | Oberstdorf             | Heini-Klopfer-Skiflugschanze HS235 | Timi Zajc                                           | Piotr Żyła                                          | Stefan Kraft                                        | Kobajasi Rjójú                                      |
| Planica 7 (Győztes: Timi Zajc)                                                           |               |                    |                        |                                    |                                                     |                                                     |                                                     |                                                     |
| Selejtező                                                                                | Selejtező     | 2022. március 24.  | Planica                | Letalnica bratov Gorišek HS240     | Anže Lanišek                                        | Timi Zajc                                           | Johann André Forfang                                | Kobajasi Rjójú                                      |
| 1054                                                                                     | 27            | 2022. március 25.  | Planica                | Letalnica bratov Gorišek HS240     | Žiga Jelar                                          | Peter Prevc                                         | Anže Lanišek                                        | Kobajasi Rjójú                                      |
| Csapatverseny                                                                            | Csapatverseny | 2022. március 26.  | Planica                | Letalnica bratov Gorišek HS240     | Marius Lindvik                                      | Timi Zajc                                           | Stefan Kraft                                        | Kobajasi Rjójú                                      |
| 1055                                                                                     | 28            | 2022. március 27.  | Planica                | Letalnica bratov Gorišek HS240     | Marius Lindvik                                      | Szató Jukija                                        | Peter Prevc                                         | Kobajasi Rjójú                                      |

## Nők versenye
| Összes                                         | Szezon    | Dátum              | Helyszín        | Sánc                           | Győztes                                                       | Második                                                       | Harmadik                                                      | Összetettben vezető                                           |
| ---------------------------------------------- | --------- | ------------------ | --------------- | ------------------------------ | ------------------------------------------------------------- | ------------------------------------------------------------- | ------------------------------------------------------------- | ------------------------------------------------------------- |
| 165                                            | 1         | 2021. november 26. | Nyizsnyij Tagil | Tramplin Stork HS97            | Marita Kramer                                                 | Ema Klinec                                                    | Daniela Iraschko-Stolz                                        | Marita Kramer                                                 |
| 166                                            | 2         | 2021. november 27. | Nyizsnyij Tagil | Tramplin Stork HS97            | Ema Klinec                                                    | Urša Bogataj                                                  | Katharina Althaus                                             | Ema Klinec                                                    |
| 167                                            | 3         | 2021. december 4.  | Lillehammer     | Lysgårdsbakken HS98            | Katharina Althaus                                             | Marita Kramer                                                 | Urša Bogataj                                                  | Marita Kramer                                                 |
| 168                                            | 4         | 2021. december 5.  | Lillehammer     | Lysgårdsbakken HS140           | Marita Kramer                                                 | Katharina Althaus                                             | Silje Opseth                                                  | Marita Kramer                                                 |
| 169                                            | 5         | 2021. december 10. | Klingenthal     | Vogtland Arena HS140           | Marita Kramer                                                 | Silje Opseth                                                  | Urša Bogataj                                                  | Marita Kramer                                                 |
| 170                                            | 6         | 2021. december 11. | Klingenthal     | Vogtland Arena HS140           | Marita Kramer                                                 | Silje Opseth                                                  | Katharina Althaus                                             | Marita Kramer                                                 |
| 171                                            | 7         | 2021. december 17. | Ramsau          | W90-Mattensprunganlage HS98    | Marita Kramer                                                 | Katharina Althaus                                             | Urša Bogataj                                                  | Marita Kramer                                                 |
| Silvester Tournament (Győztes: Marita Kramer)  |           |                    |                 |                                |                                                               |                                                               |                                                               | Marita Kramer                                                 |
| 172                                            | 8         | 2021. december 31. | Ljubno          | Savina Ski Jumping Center HS94 | Nika Križnar                                                  | Marita Kramer                                                 | Ema Klinec                                                    | Marita Kramer                                                 |
| 173                                            | 9         | 2022. január 1.    | Ljubno          | Savina Ski Jumping Center HS94 | Takanasi Szara                                                | Urša Bogataj                                                  | Marita Kramer                                                 | Marita Kramer                                                 |
| 174                                            | 10        | 2022. január 8.    | Szapporo        | Ōkurayama HS137                | A versenyeket a koronavírus járvány miatt törölték.           | A versenyeket a koronavírus járvány miatt törölték.           | A versenyeket a koronavírus járvány miatt törölték.           | A versenyeket a koronavírus járvány miatt törölték.           |
| 175                                            | 11        | 2022. január 9.    | Szapporo        | Ōkurayama HS137                |                                                               |                                                               |                                                               |                                                               |
| 176                                            | 12        | 2022. január 14.   | Zao             | Yamagata HS102                 |                                                               |                                                               |                                                               |                                                               |
| 177                                            | 13        | 2022. január 15.   | Zao             | Yamagata HS102                 |                                                               |                                                               |                                                               |                                                               |
| 174                                            | 10        | 2022. január 29.   | Willingen       | Mühlenkopfschanze HS147        | Marita Kramer                                                 | Katharina Althaus                                             | Ema Klinec                                                    | Marita Kramer                                                 |
| 175                                            | 11        | 2022. január 30.   | Willingen       | Mühlenkopfschanze HS147        | Nika Križnar                                                  | Katharina Althaus                                             | Alekszandra Kusztova                                          | Marita Kramer                                                 |
| 2022. évi téli olimpia (Győztes: Urša Bogataj) |           |                    |                 |                                |                                                               |                                                               |                                                               |                                                               |
| Alpekrone (Győztes: Nika Križnar)              |           |                    |                 |                                |                                                               |                                                               |                                                               |                                                               |
| 176                                            | 12        | 2022. február 26.  | Hinzenbach      | Aigner-Schanze HS90            | Urša Bogataj                                                  | Nika Križnar                                                  | Lisa Eder                                                     | Marita Kramer                                                 |
| 177                                            | 13        | 2022. február 27.  | Hinzenbach      | Aigner-Schanze HS90            | Nika Križnar                                                  | Marita Kramer                                                 | Josephine Pagnier                                             | Marita Kramer                                                 |
| Raw Air (Győztes: Nika Križnar)                |           |                    |                 |                                |                                                               |                                                               |                                                               |                                                               |
| Selejtező                                      | Selejtező | 2022. március 2.   | Lillehammer     | Lysgårdsbakken HS140           | Nika Križnar                                                  | Marita Kramer                                                 | Silje Opseth                                                  | Marita Kramer                                                 |
| 178                                            | 14        | 2022. március 2.   | Lillehammer     | Lysgårdsbakken HS140           | Takanasi Szara                                                | Nika Križnar                                                  | Urša Bogataj                                                  | Marita Kramer                                                 |
| Selejtező                                      | Selejtező | 2022. március 3.   | Lillehammer     | Lysgårdsbakken HS140           | Urša Bogataj                                                  | Nika Križnar                                                  | Takanasi Szara                                                | Marita Kramer                                                 |
| 179                                            | 15        | 2022. március 3.   | Lillehammer     | Lysgårdsbakken HS140           | Marita Kramer                                                 | Nika Križnar                                                  | Urša Bogataj                                                  | Marita Kramer                                                 |
| Selejtező                                      | Selejtező | 2022. március 5.   | Oslo            | Holmenkollbakken HS134         | Nika Križnar                                                  | Marita Kramer                                                 | Itó Júki                                                      | Marita Kramer                                                 |
| 180                                            | 16        | 2022. március 5.   | Oslo            | Holmenkollbakken HS134         | Silje Opseth                                                  | Nika Križnar                                                  | Takanasi Szara                                                | Marita Kramer                                                 |
| Selejtező                                      | Selejtező | 2022. március 6.   | Oslo            | Holmenkollbakken HS134         | Nika Križnar                                                  | Takanasi Szara                                                | Urša Bogataj                                                  | Marita Kramer                                                 |
| 181                                            | 17        | 2022. március 6.   | Oslo            | Holmenkollbakken HS134         | Takanasi Szara                                                | Urša Bogataj                                                  | Itó Júki                                                      | Marita Kramer                                                 |
| 182                                            | 18        | 2022. március 12.  | Oberhof         | Rennstaigschanze HS100         | Urša Bogataj                                                  | Nika Križnar                                                  | Katharina Althaus                                             | Marita Kramer                                                 |
| 183                                            | 19        | 2022. március 13.  | Oberhof         | Rennstaigschanze HS100         | Urša Bogataj                                                  | Nika Križnar                                                  | Ema Klinec                                                    | Marita Kramer                                                 |
| Russia Tour Blue Bird                          |           |                    |                 |                                |                                                               |                                                               |                                                               |                                                               |
| 183                                            | 19        | 2022. március 19.  | Nyizsnyij Tagil | Tramplin Stork HS97            | A versenyeket az Ukrajna elleni orosz invázió miatt törölték. | A versenyeket az Ukrajna elleni orosz invázió miatt törölték. | A versenyeket az Ukrajna elleni orosz invázió miatt törölték. | A versenyeket az Ukrajna elleni orosz invázió miatt törölték. |
| 184                                            | 20        | 2022. március 20.  | Nyizsnyij Tagil | Tramplin Stork HS97            | A versenyeket az Ukrajna elleni orosz invázió miatt törölték. | A versenyeket az Ukrajna elleni orosz invázió miatt törölték. | A versenyeket az Ukrajna elleni orosz invázió miatt törölték. | A versenyeket az Ukrajna elleni orosz invázió miatt törölték. |
| 185                                            | 21        | 2022. március 26.  | Csajkovszkij    | Snezhinka HS140                | A versenyeket az Ukrajna elleni orosz invázió miatt törölték. | A versenyeket az Ukrajna elleni orosz invázió miatt törölték. | A versenyeket az Ukrajna elleni orosz invázió miatt törölték. | A versenyeket az Ukrajna elleni orosz invázió miatt törölték. |
| 186                                            | 22        | 2022. március 27.  | Csajkovszkij    | Snezhinka HS140                | A versenyeket az Ukrajna elleni orosz invázió miatt törölték. | A versenyeket az Ukrajna elleni orosz invázió miatt törölték. | A versenyeket az Ukrajna elleni orosz invázió miatt törölték. | A versenyeket az Ukrajna elleni orosz invázió miatt törölték. |

## Csapatverseny

### Férfiak
| Összes                          | Szezon | Dátum             | Helyszín      | Sánc                             | Győztes                                                                  | Második                                                                                           | Harmadik                                                                                      | Összetettben vezető |
| ------------------------------- | ------ | ----------------- | ------------- | -------------------------------- | ------------------------------------------------------------------------ | ------------------------------------------------------------------------------------------------- | --------------------------------------------------------------------------------------------- | ------------------- |
| 112                             | 1      | 2021. december 4. | Wisła         | Malinka HS134                    | Ausztria · Manuel Fettner · Jan Hörl · Daniel Huber · Stefan Kraft       | Németország · Pius Paschke · Stephan Leyhe · Markus Eisenbichler · Karl Geiger                    | Szlovénia · Cene Prevc · Peter Prevc · Timi Zajc · Anže Lanišek                               | Németország         |
| 113                             | 2      | 2022. január 9.   | Bischofshofen | Paul-Ausserleitner-Schanze HS142 | Ausztria · Manuel Fettner · Jan Hörl · Philipp Aschenwald · Daniel Huber | Japán · Szató Jukija · Szató Keiicsi · Kobajasi Dzsunsiró · Kobajasi Rjójú                        | Norvégia · Daniel-André Tande · Johann André Forfang · Halvor Egner Granerud · Marius Lindvik | Ausztria            |
| 114                             | 3      | 2022. január 15.  | Zakopane      | Wielka Krokiew HS140             | Szlovénia · Lovro Kos · Peter Prevc · Timi Zajc · Anže Lanišek           | Németország · Severin Freund · Stephan Leyhe · Markus Eisenbichler · Karl Geiger                  | Japán · Szató Jukija · Nakamura Naoki · Kobajasi Dzsunsiró · Kobajasi Rjójú                   | Ausztria            |
| 2022. évi téli olimpia          |        |                   |               |                                  |                                                                          |                                                                                                   |                                                                                               |                     |
| 115                             | 4      | 2022. február 26. | Lahti         | Salpausselkä HS130               | Ausztria · Jan Hörl · Clemens Aigner · Ulrich Wohlgenannt · Stefan Kraft | Szlovénia · Žiga Jelar · Cene Prevc · Timi Zajc · Peter Prevc                                     | Németország · Constantin Schmid · Severin Freund · Markus Eisenbichler · Karl Geiger          | Németország         |
| 2022-es sírepülő-világbajnokság |        |                   |               |                                  |                                                                          |                                                                                                   |                                                                                               |                     |
| 116                             | 5      | 2022. március 26. | Planica       | Letalnica bratov Gorišek HS240   | Szlovénia · Žiga Jelar · Peter Prevc · Timi Zajc · Anže Lanišek          | Norvégia · Marius Lindvik · Bendik Jakobsen Heggli · Johann André Forfang · Halvor Egner Granerud | Ausztria · Michael Hayböck · Daniel Tschofenig · Manuel Fettner · Stefan Kraft                | Ausztria            |

### Nők
| Összes | Szezon | Dátum             | Helyszín   | Sánc                | Győztes                                                                            | Második                                                                                | Harmadik                                                           | Összetettben vezető |
| ------ | ------ | ----------------- | ---------- | ------------------- | ---------------------------------------------------------------------------------- | -------------------------------------------------------------------------------------- | ------------------------------------------------------------------ | ------------------- |
| 9      | 1      | 2022. február 25. | Hinzenbach | Aigner-Schanze HS90 | Ausztria · Chiara Kreuzer · Jacqueline Seifriedsberger · Lisa Eder · Marita Kramer | Oroszország · Alekszandra Kusztova · Irma Makinia · Szofia Tikonova · Irina Avvakumova | Szlovénia · Urša Bogataj · Maja Vtič · Špela Rogelj · Nika Križnar | Szlovénia           |

### Vegyes
| Összes                                      | Szezon | Dátum            | Helyszín  | Sánc                    | Győztes                                                           | Második                                                                                 | Harmadik                                                                              | Összetettben vezető                    |
| ------------------------------------------- | ------ | ---------------- | --------- | ----------------------- | ----------------------------------------------------------------- | --------------------------------------------------------------------------------------- | ------------------------------------------------------------------------------------- | -------------------------------------- |
| 4                                           | 1      | 2022. január 28. | Willingen | Mühlenkopfschanze HS147 | Szlovénia · Ema Klinec · Cene Prevc · Urša Bogataj · Anže Lanišek | Norvégia · Thea Minyan Bjørseth · Halvor Egner Granerud · Silje Opseth · Marius Lindvik | Ausztria · Eva Pinkelnig · Daniel Huber · Marita Kramer · Stefan Kraft                | Németország (férfiak) · Ausztria (nők) |
| 2022. évi téli olimpia (Győztes: Szlovénia) |        |                  |           |                         |                                                                   |                                                                                         |                                                                                       |                                        |
| 5                                           | 2      | 2022. március 4. | Oslo      | Holmenkollbakken HS134  | Szlovénia · Urša Bogataj · Lovro Kos · Nika Križnar · Timi Zajc   | Ausztria · Chiara Kreuzer · Manuel Fettner · Marita Kramer · Stefan Kraft               | Norvégia · Anna Odine Strøm · Robert Johansson · Silje Opseth · Halvor Egner Granerud | Ausztria (férfiak) · Szlovénia (nők)   |

## Végeredmény

### Férfiak
| Összetett | Összetett             | Összetett |
| #         | Versenyző             | Pont      |
| --------- | --------------------- | --------- |
| 1.        | Kobajasi Rjójú        | 1621 pont |
| 2.        | Karl Geiger           | 1515 pont |
| 3.        | Marius Lindvik        | 1231 pont |
| 4.        | Halvor Egner Granerud | 1227 pont |
| 5.        | Stefan Kraft          | 1069 pont |
| 6.        | Markus Eisenbichler   | 950 pont  |
| 7.        | Anže Lanišek          | 936 pont  |
| 8.        | Timi Zajc             | 711 pont  |
| 9.        | Jan Hörl              | 662 pont  |
| 10.       | Cene Prevc            | 657 pont  |

| Nemzetek kupája | Nemzetek kupája | Nemzetek kupája |
| #               | Versenyző       | Pont            |
| --------------- | --------------- | --------------- |
| 1.              | Ausztria        | 5789 pont       |
| 2.              | Szlovénia       | 5742 pont       |
| 3.              | Németország     | 5389 pont       |
| 4.              | Norvégia        | 5360 pont       |
| 5.              | Japán           | 4047 pont       |
| 6.              | Lengyelország   | 2321 pont       |
| 7.              | Svájc           | 881 pont        |
| 8.              | Oroszország     | 684 pont        |
| 9.              | Finnország      | 447 pont        |
| 10.             | Csehország      | 54 pont         |

| Sírepülő összetett | Sírepülő összetett | Sírepülő összetett |
| #                  | Versenyző          | Pont               |
| ------------------ | ------------------ | ------------------ |
| 1.                 | Žiga Jelar         | 270 pont           |
| 2.                 | Timi Zajc          | 260 pont           |
| 3.                 | Stefan Kraft       | 224 pont           |
| 4.                 | Peter Prevc        | 194 pont           |
| 5.                 | Anže Lanišek       | 171 pont           |
| 6.                 | Marius Lindvik     | 160 pont           |
| 6.                 | Piotr Żyła         | 160 pont           |
| 8.                 | Szató Jukija       | 150 pont           |
| 9.                 | Kobajasi Rjójú     | 143 pont           |
| 10.                | Karl Geiger        | 95 pont            |

| Négysáncverseny | Négysáncverseny       | Négysáncverseny |
| #               | Versenyző             | Pont            |
| --------------- | --------------------- | --------------- |
| 1.              | Kobajasi Rjójú        | 1162,3 pont     |
| 2.              | Marius Lindvik        | 1138,1 pont     |
| 3.              | Halvor Egner Granerud | 1128,2 pont     |
| 4.              | Karl Geiger           | 1123,6 pont     |
| 5.              | Markus Eisenbichler   | 1117,6 pont     |
| 6.              | Robert Johansson      | 1107,9 pont     |
| 7.              | Lovro Kos             | 1093,0 pont     |
| 8.              | Jan Hörl              | 1075,7 pont     |
| 9.              | Daniel Huber          | 1069,9 pont     |
| 10.             | Szató Jukija          | 1064,7 pont     |

| Raw Air | Raw Air               | Raw Air     |
| #       | Versenyző             | Pont        |
| ------- | --------------------- | ----------- |
| 1.      | Stefan Kraft          | 1203,3 pont |
| 2.      | Karl Geiger           | 1172,6 pont |
| 3.      | Kobajasi Rjójú        | 1162,9 pont |
| 4.      | Cene Prevc            | 1154,7 pont |
| 5.      | Markus Eisenbichler   | 1049,2 pont |
| 6.      | Halvor Egner Granerud | 1132,9 pont |
| 7.      | Robert Johansson      | 1132,1 pont |
| 8.      | Manuel Fettner        | 1128,6 pont |
| 9.      | Daniel-André Tande    | 1126,5 pont |
| 10.     | Daniel Huber          | 1122,4 pont |

| Planica 7 | Planica 7             | Planica 7   |
| #         | Versenyző             | Pont        |
| --------- | --------------------- | ----------- |
| 1.        | Timi Zajc             | 1532,5 pont |
| 2.        | Marius Lindvik        | 1528,7 pont |
| 3.        | Peter Prevc           | 1525,1 pont |
| 4.        | Žiga Jelar            | 1512,9 pont |
| 5.        | Anže Lanišek          | 1511,1 pont |
| 6.        | Stefan Kraft          | 1501,2 pont |
| 7.        | Szató Jukija          | 1495,9 pont |
| 8.        | Halvor Egner Granerud | 1474,4 pont |
| 9.        | Kobajasi Rjójú        | 1468,1 pont |
| 10.       | Kamil Stoch           | 1465,5 pont |

### Nők
| Összetett | Összetett                 | Összetett |
| #         | Versenyző                 | Pont      |
| --------- | ------------------------- | --------- |
| 1.        | Marita Kramer             | 1316 pont |
| 2.        | Nika Križnar              | 1191 pont |
| 3.        | Urša Bogataj              | 1151 pont |
| 4.        | Katharina Althaus         | 906 pont  |
| 5.        | Takanasi Szara            | 843 pont  |
| 6.        | Silje Opseth              | 731 pont  |
| 7.        | Ema Klinec                | 680 pont  |
| 8.        | Itó Júki                  | 449 pont  |
| 9.        | Lisa Eder                 | 420 pont  |
| 10.       | Jacqueline Seifridsberger | 393 pont  |

| Nemzetek kupája | Nemzetek kupája | Nemzetek kupája |
| #               | Versenyző       | Pont            |
| --------------- | --------------- | --------------- |
| 1.              | Szlovénia       | 4570 pont       |
| 2.              | Ausztria        | 3823 pont       |
| 3.              | Japán           | 2213 pont       |
| 4.              | Németország     | 1931 pont       |
| 5.              | Norvégia        | 1809 pont       |
| 6.              | Oroszország     | 897 pont        |
| 7.              | Franciaország   | 553 pont        |
| 8.              | Kanada          | 391 pont        |
| 9.              | Svédország      | 359 pont        |
| 10.             | Finnország      | 278 pont        |

| Silvester Tournament | Silvester Tournament   | Silvester Tournament |
| #                    | Versenyző              | Pont                 |
| -------------------- | ---------------------- | -------------------- |
| 1.                   | Marita Kramer          | 519,4 pont           |
| 2.                   | Nika Križnar           | 515,2 pont           |
| 3.                   | Takanasi Szara         | 513,0 pont           |
| 4.                   | Urša Bogataj           | 511,4 pont           |
| 5.                   | Ema Klinec             | 509,0 pont           |
| 6.                   | Daniela Iraschko-Stolz | 489,2 pont           |
| 7.                   | Katharina Althaus      | 488,2 pont           |
| 8.                   | Nika Prevc             | 478,7 pont           |
| 9.                   | Eva Pinkelnig          | 473,6 pont           |
| 10.                  | Thea Minyan Bjørseth   | 468,7 pont           |

| Alpekrone | Alpekrone                 | Alpekrone  |
| #         | Versenyző                 | Pont       |
| --------- | ------------------------- | ---------- |
| 1.        | Nika Križnar              | 701,0 pont |
| 2.        | Marita Kramer             | 684,3 pont |
| 3.        | Lisa Eder                 | 638,3 pont |
| 4.        | Frida Westman             | 637,2 pont |
| 5.        | Jacqueline Seifridsberger | 615,8 pont |
| 6.        | Silje Opseth              | 611,9 pont |
| 7.        | Thea Minyan Bjørseth      | 611,5 pont |
| 8.        | Špela Rogelj              | 605,2 pont |
| 9.        | Szofia Tikonova           | 601,7 pont |
| 10.       | Abigail Strate            | 599,7 pont |

| Raw Air | Raw Air                   | Raw Air     |
| #       | Versenyző                 | Pont        |
| ------- | ------------------------- | ----------- |
| 1.      | Nika Križnar              | 1592,7 pont |
| 2.      | Takanasi Szara            | 1553,1 pont |
| 3.      | Urša Bogataj              | 1546,0 pont |
| 4.      | Marita Kramer             | 1511,0 pont |
| 5.      | Itó Júki                  | 1406,9 pont |
| 6.      | Silje Opseth              | 1402,7 pont |
| 7.      | Chiara Kreuzer            | 1318,8 pont |
| 8.      | Joséphine Pagnier         | 1298,5 pont |
| 9.      | Jerneja Brecl             | 1275,1 pont |
| 10.     | Jacqueline Seifridsberger | 1239,6 pont |